# Erich Ebeling
Erich Robert Friedrich Ebeling, född 21 november 1886, död 28 oktober 1955, var en tysk assyriolog.
Ebeling blev professor i Berlin 1923. Han var kilskriftsforskare och arbetade som sådan med de så kallade Tell el-Amarna-breven. Han har även behandlat babylonisk religionshistoria och utgav tillsammans med Bruno Meissner Reallexikon der Assyriologie (1928–).